# Hôtel du Corbeau
L'hôtel du Corbeau est un monument historique situé à Strasbourg, dans le département français du Bas-Rhin.

## Localisation
Ce bâtiment est situé au 1 quai des Bateliers à Strasbourg, à proximité de la place du Corbeau.

## Histoire et architecture
L’ensemble dénommé actuellement « Cour du Corbeau » est profondément intégré dans le tissu urbain de la vieille ville. Il est à proximité de la cathédrale et a abrité jusqu’au XIXe siècle une hostellerie qui peut être considérée comme la doyenne des auberges de Strasbourg, car déjà mentionnée en 1306.
L’établissement « Zum Rabe », c’est-à-dire précisément en alémanique « Au Corbeau », est apparu en 1528. Son histoire propre ne nous est pas bien connue, si ce n’est en référence aux voyageurs de marque qui y séjournèrent, parmi lesquels on peut citer en 1570 le duc de Bavière, en 1622 le prince Auguste de Saxe-Lauenbourg, en 1631 le duc Charles IV de Lorraine, en 1632 le général suédois Gustaf Horn, en 1635 le chancelier suédois Axel Oxenstierna, en 1647 Henri de La Tour d'Auvergne, vicomte de Turenne, en 1657 Antoine III de Gramont, en 1664 le duc de Chevreuse en compagnie du voyageur lyonnais Balthasar de Monconys (ce dernier relata son déplacement à Strasbourg), en 1669 Jean II Casimir Vasa, roi de Pologne, en 1740 Frédéric II de Prusse, le roi de Prusse, incognito sous le nom de comte Dufour. Le 9 avril 1776, l’empereur d’Autriche, revenant de Paris, choisit l’hôtel du Corbeau comme auberge où il passa deux jours ; accompagné du prince-archevêque Colloredo et du comte de Cobenzl, l’empereur voyageait sous le nom de comte de Falkenstein.
En 1668, il est fait mention d’un incendie à l’hôtel du Corbeau. À partir du XVIIIe siècle et au XIXe siècle, la Cour du Corbeau, toujours hostellerie, accueille en outre la Poste aux chevaux. Une adaptation des locaux à l’usage du service postal n’était pas nécessaire, car ils étaient déjà conçus pour l’accueil des véhicules et des chevaux. Les communs étaient peuplés d’une armée de postillons et de palefreniers préposés à une cavalerie nombreuse.
Au milieu du XIXe siècle se produit une grande mutation : l’hostellerie ferme ses portes en 1854. Les ateliers de vitraux de la maison Ott s’y installent dès 1852.
Cet établissement devient le plus important d’Alsace et demeure dans les lieux jusqu’en 1982. Son apogée se situe de la fin du XIXe siècle jusqu’à la période de l’entre-deux-guerres. On procède alors à de nombreux aménagements et à la reconstruction de nouveaux locaux adaptés à son activité. Parallèlement, une partie des bâtiments est louée pour des petites activités artisanales, des logements et leurs dépendances. Est à signaler notamment l’atelier de passementerie qui s’installe en 1871 et y demeura jusqu’en 1990.

Vues historiques
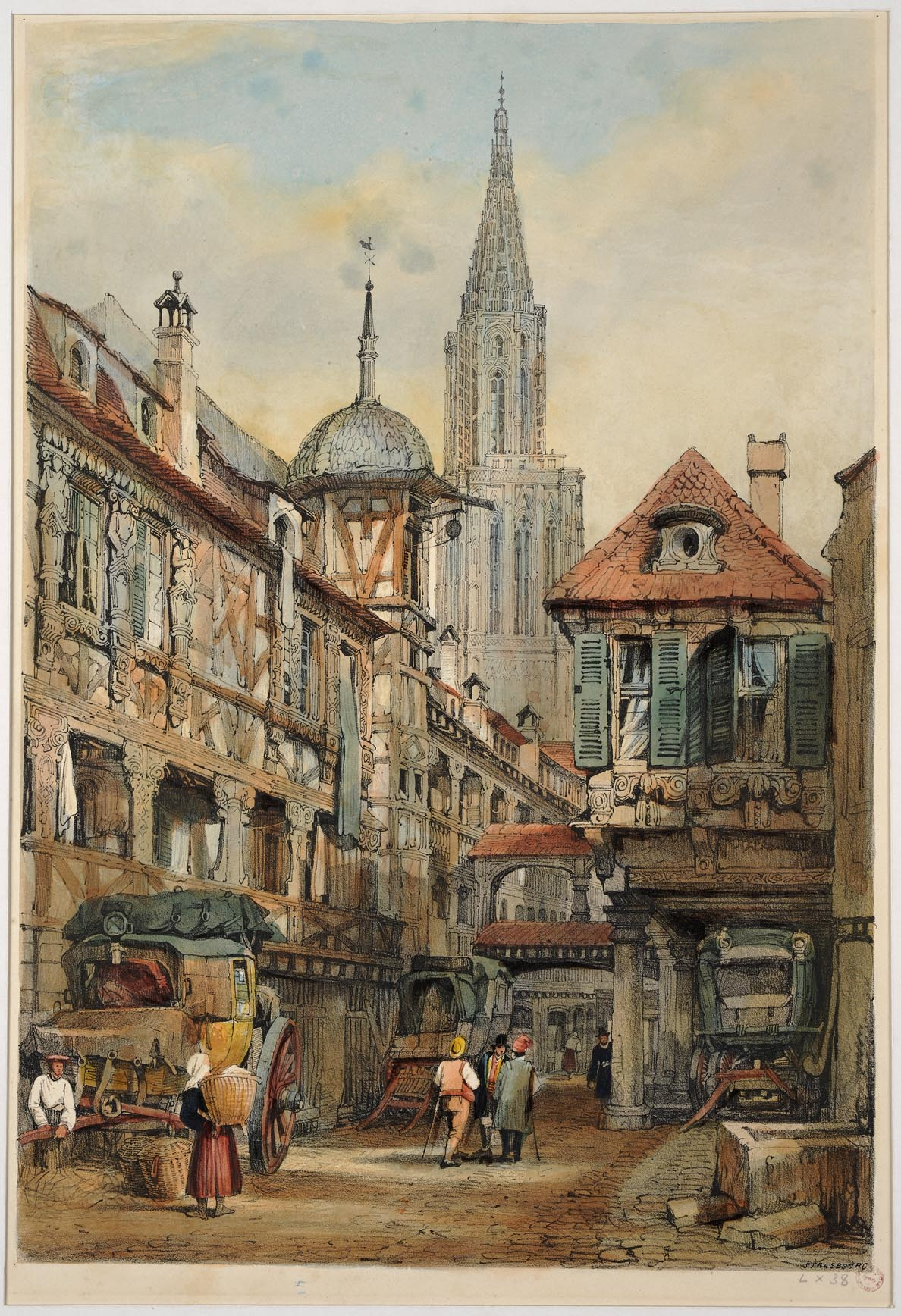
Cour du Corbeau (lithographie de Samuel Prout, vers 1824[4])
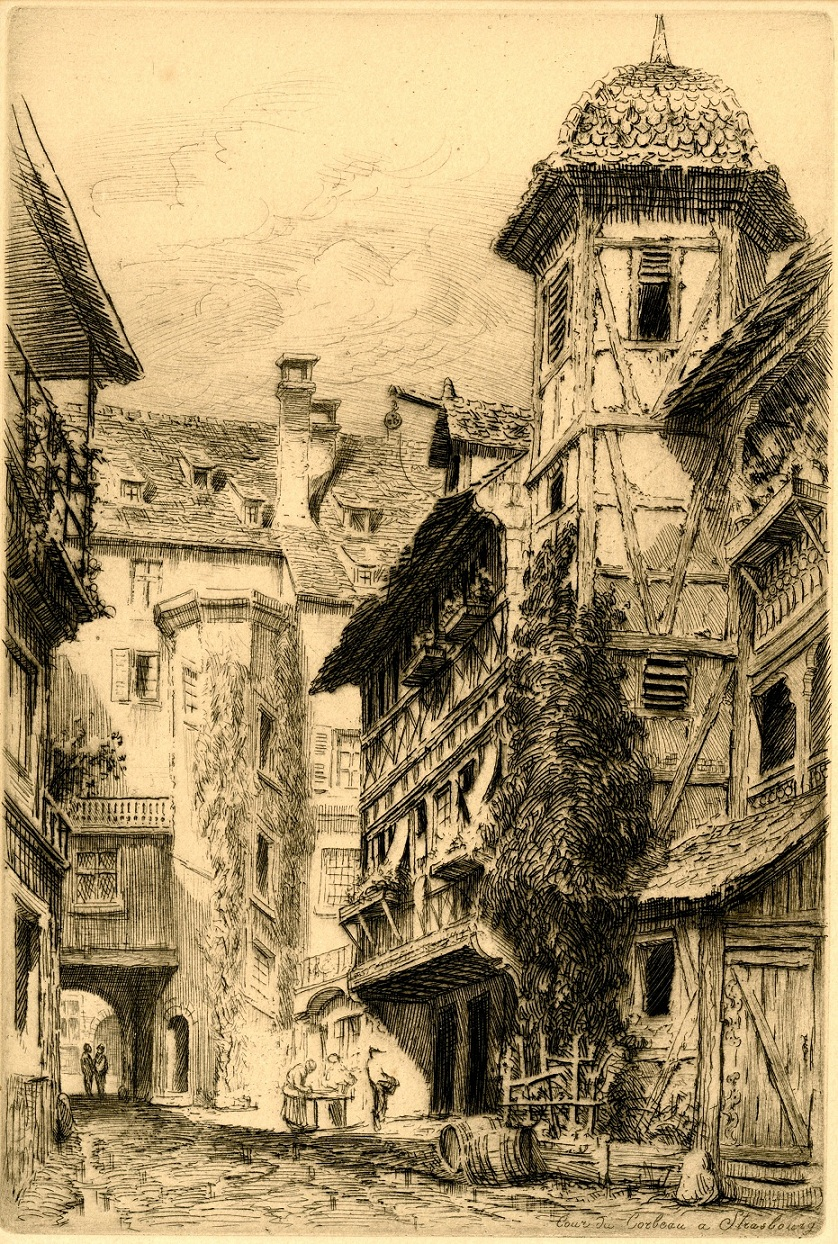
Cour du Corbeau (gravure de Charles Pinet[5])
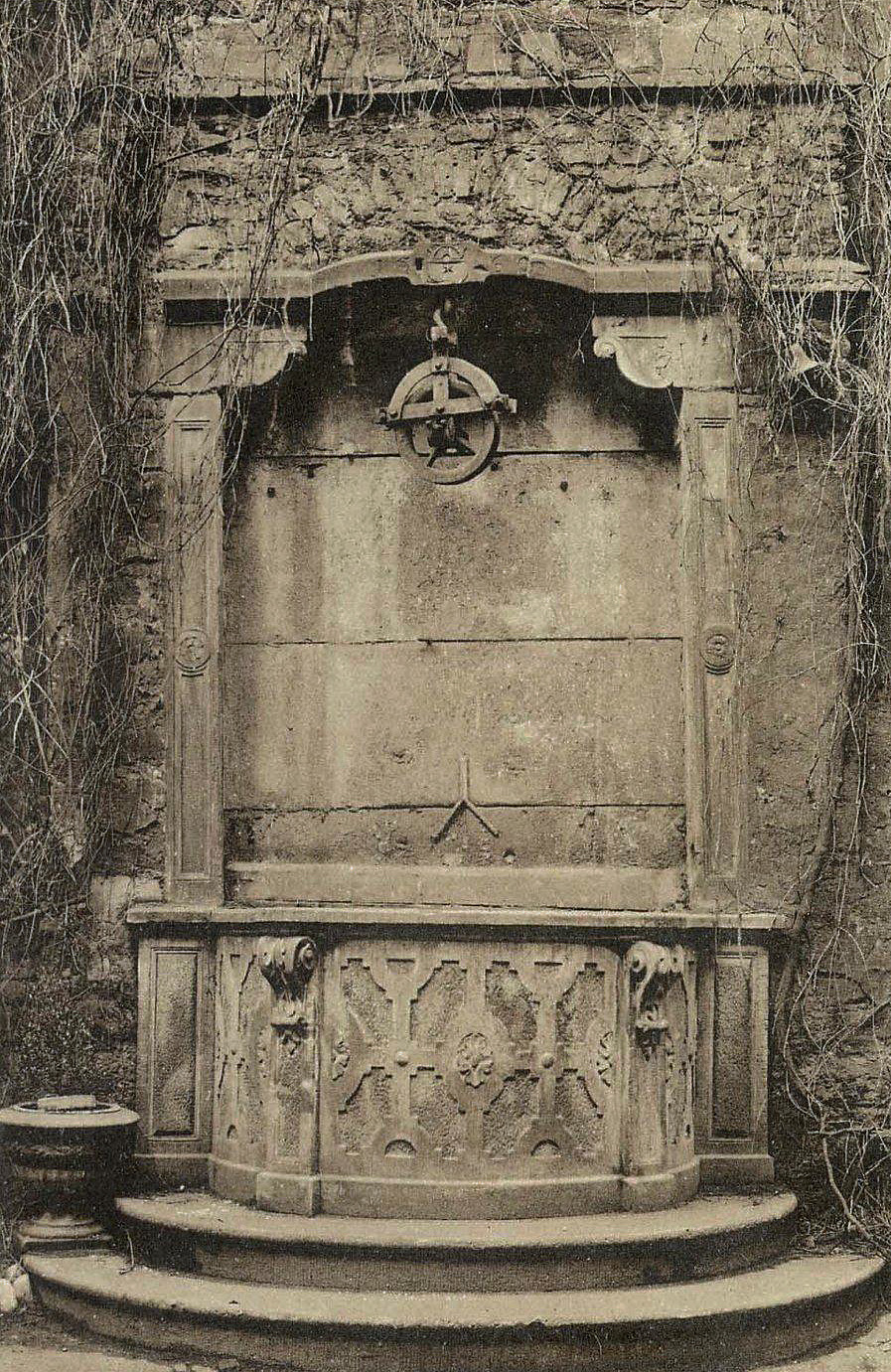
Le puits (photo 1920)
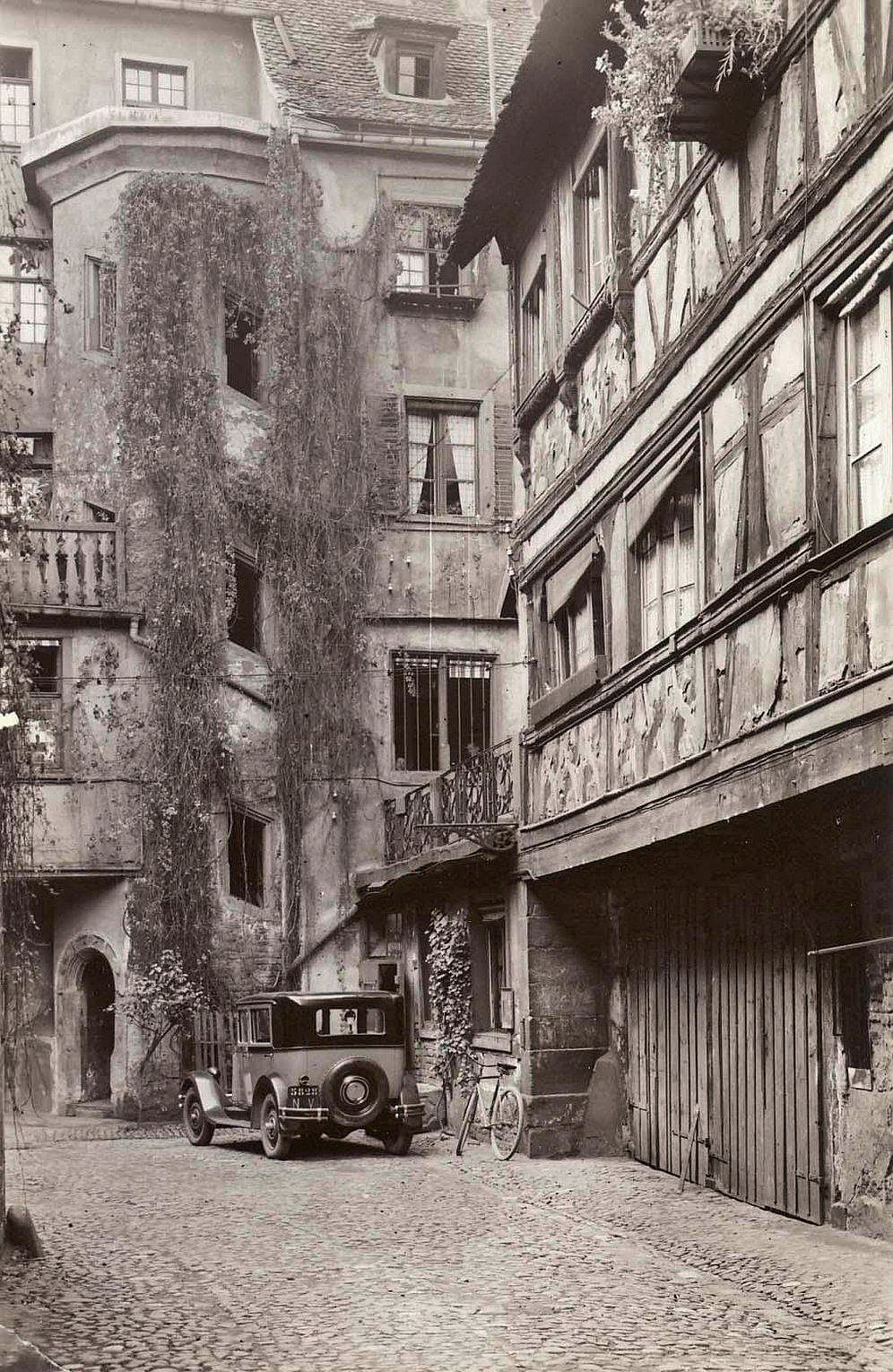
Cour du Corbeau (photo 1930)
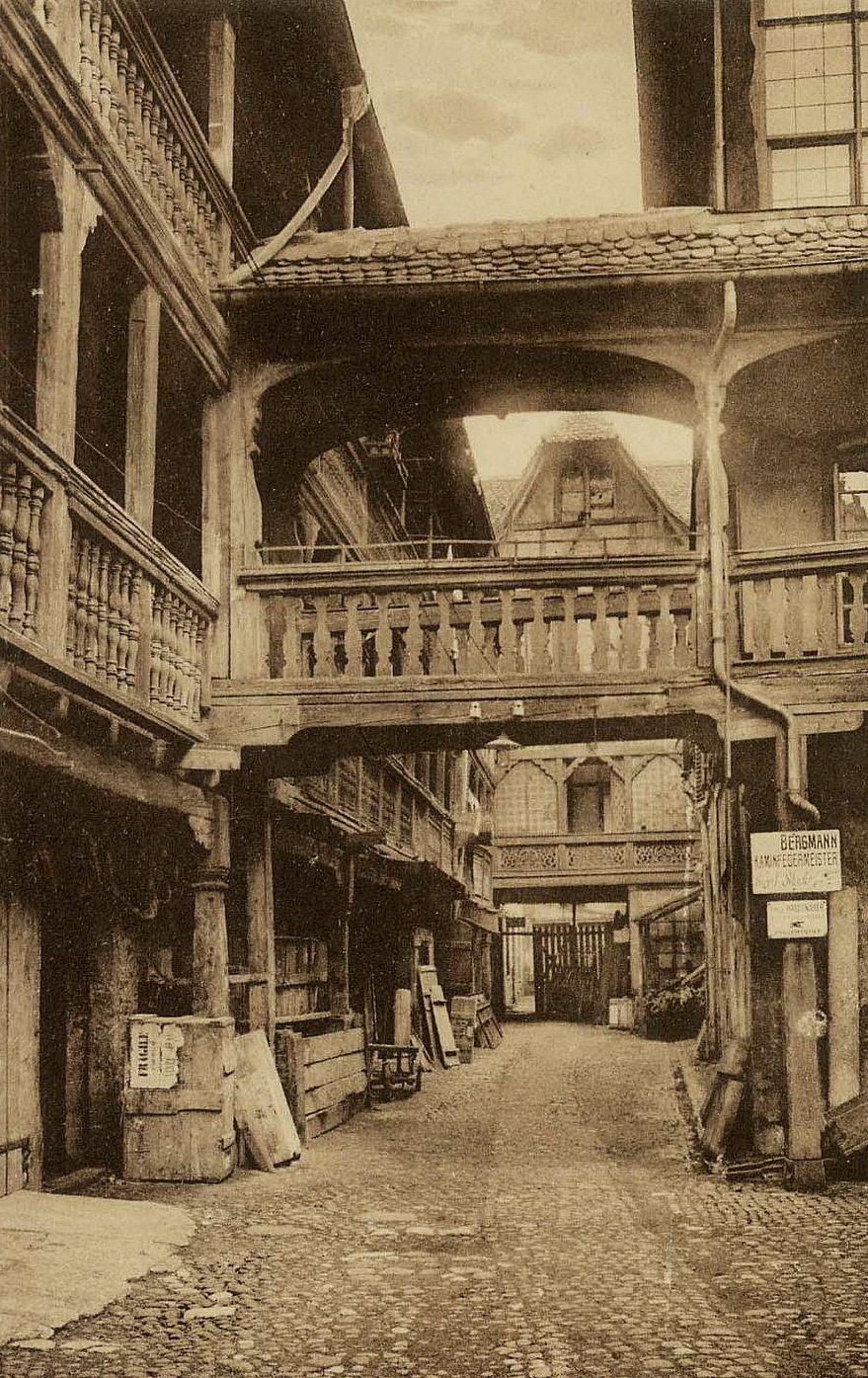
La passerelle vue de l'entrée (photo 1931)

En 1950, l’ensemble immobilier est acheté par le docteur Schuh pour l’installation de laboratoires médicaux qui occuperont les bâtiments proches de l’entrée. La maison Ott, dont les activités diminuent, deviendra locataire des bâtiments situés au fond de la cour. En 1981, l’atelier de vitrail quitte la Cour du Corbeau et la ville de Strasbourg achète l’ensemble à l’exception des bâtiments d’entrée qui demeurent des laboratoires.
L’ensemble dénommé Cour du Corbeau est constitué par une suite de bâtiments bordant, de part et d’autre, une succession de cours assez étroites s’étendant sur cent dix mètres de longueur avec une largeur moyenne de seize mètres. Cette Cour ne dispose que d’un accès unique sur la place du Corbeau située au bord de l’Ill (France), à proximité de la cathédrale. Les bâtiments qui la composent ne constituent pas un ensemble homogène du point de vue de l’architecture, du style et de l’époque de construction, mais cette diversité tire son unité du mode d’implantation des bâtiments. Le tout constitue un ensemble au pittoresque indéniable et que de nombreux touristes ne manquent pas de visiter.
Ce n’est qu’au début du XXe siècle que l’on s’est intéressé à la valeur historique et archéologique de cet ensemble (relevé et étude de Statsmann, 1908). En 1999, des sondages archéologiques ont décelé des vestiges des XVe et XVIe siècles. Murs et poteaux constituent des traces de l’habitat. L’étude dendrochronologique du bâtiment comportant des galeries intérieures a permis de déterminer la construction de ce dernier au milieu du XVIIIe siècle. Les éléments documentaires qui nous fournissent la meilleure information antérieure sont les plans-reliefs de Strasbourg (celui de 1725 et celui de 1836 dont nous possédons les carnets de relevés). Ils révèlent que la disposition générale était identique sauf la dernière cour qui était plus vaste et comprenait des écuries. Elle a été réduite à la fin du siècle dernier lors du percement de la rue Klein. À partir du milieu du XIXe siècle, la quasi-totalité des bâtiments a fait l’objet de modifications et d’ajouts pour l’adaptation aux nouvelles affectations (principalement par le verrier Ott) : création d’appentis dans les cours pour loger des remises, des ateliers (forge - four - sablage), surélévation avec création de grandes verrières orientées au nord dans l’atelier de montage et de peinture des vitraux, reprise en sous-œuvre et remaniement de maçonnerie pour permettre l’implantation d’un métier volumineux pour le passementier. Pour l’essentiel, les travaux de restauration des façades et toitures prendront en compte les dispositions relevées à partir des informations fournies par les plans reliefs de Strasbourg de 1725 et 1836.
La notion de conservation intégrée, développée par le Comité du patrimoine culturel du Conseil de l’Europe, trouve ici une application concrète pour une réutilisation respectueuse de l’histoire du monument et favorisant l’insertion de la dimension patrimoniale dans la vie économique en retrouvant ses fonctions d'autrefois sous la forme d'un hôtel 4 étoiles et d'un restaurant gastronomique

## Protections au titre des monuments historiques
L'ensemble des façades et toitures constituant la cour du Corbeau fait l'objet d'un classement au titre des monuments historiques depuis 1930.
Le puits situé dans la cour du Corbeau  a fait l'objet d'un classement au titre des monuments historiques depuis 1933.